# Víctor Cano
Víctor Cano Segura (Barcelona, 10 de febrero de 1978) es un gimnasta español que compitió en la disciplina de gimnasia artística.

## Biografía deportiva

### Etapa en la selección nacional
Disputó los Juegos Olímpicos de Sídney 2000 (11º por equipos y 31.º en la general) y los de Atenas 2004 (10º por equipos y 5º en caballo con arcos). En Sídney el equipo lo integraban Víctor, Alejandro Barrenechea, Saúl Cofiño, Omar Cortés, Gervasio Deferr y Andreu Vivó, mientras que Atenas, el equipo español lo formaban Víctor, Alejandro Barrenechea, Jesús Carballo, Oriol Combarros, Gervasio Deferr y Rafael Martínez.
Igualmente fue plata en caballo con arcos en la Copa del Mundo de Liubliana (2000), oro en caballo con arcos en la Copa del Mundo de Cottbus (2004), 4º en caballo con arcos en la Copa del Mundo de Cottbus (2005), 4º en caballo con arcos en la Copa del Mundo de París-Bercy (2005), plata en caballo con arcos en la Copa del Mundo de Máribor (2005), y bronce en el mismo aparato en la Copa del Mundo de Stuttgart (2005). En mayo de 2001 logró, con el equipo español combinado de varias disciplinas de gimnasia, la medalla de bronce en el primer Campeonato Europeo por Equipos celebrado en Riesa (Alemania), una competición oficial de la UEG. El equipo español en esa competición estuvo formado además por Alejandro Barrenechea, Laura Martínez y Sara Moro de gimnasia artística, y por dos representantes de gimnasia rítmica: Almudena Cid y Esther Domínguez. En 1997 fue plata por equipos en los Juegos Mediterráneos de Bari, en septiembre de 2001 fue bronce por equipos y oro en la general en los Juegos Mediterráneos de Túnez, y en 2005, oro por equipos y en caballo con arcos en los Juegos Mediterráneos de Almería.

### Retirada de la gimnasia
Se retiró en 2008. Ha entrenado a gimnastas como Rayderley Zapata en el CAR de San Cugat.

## Vida personal
Desde 2013 está casado con la exnadadora sincronizada Andrea Fuentes.

## Participaciones en Juegos Olímpicos
- Sídney 2000, puesto 11 en equipos y 31 en calificación de la general.
- Atenas 2004, puesto 5 en caballo con arcos y décimo por equipos.